# Persone di nome Joël
| Questa pagina contiene informazioni ricavate automaticamente dalle voci biografiche con l'ausilio del template Bio e di un bot. L'aggiornamento è periodico e automatico e ricostruisce completamente la pagina. Se manca una persona in questa lista, sei pregato di non aggiungerla, ma accertati piuttosto che la sua voce biografica contenga il template Bio e che i dati anagrafici siano correttamente compilati. Se il template Bio manca, inseriscilo tu stesso o, in alternativa, metti l'avviso {{tmp\|Bio}} che ne segnala la mancanza. Se i dati riportati sono sbagliati, correggi direttamente la voce biografica; le modifiche saranno visibili in questa lista entro pochi giorni. Per chiarimenti vedi il progetto antroponimi. La lista contiene solo le 61 persone che sono citate nell'enciclopedia e per le quali è stato implementato correttamente il template Bio. Pagina aggiornata al 16 ott 2024. |

Questa è una lista di persone presenti nell'enciclopedia che hanno il prenome Joël, suddivise per attività principale.

## Allenatori di calcio(1)
- Joël Muller, allenatore di calcio, ex calciatore e dirigente sportivo francese (Donchery, n. 1952)

## Allenatori di pallavolo(1)
- Joël Despaigne, allenatore di pallavolo, ex pallavolista e ex giocatore di beach volley cubano (Santiago di Cuba, n. 1966)

## Arbitri di calcio(1)
- Joël Quiniou, ex arbitro di calcio francese (Parigi, n. 1950)

## Arbitri di rugby a 15(1)
- Joël Jutge, ex arbitro di rugby a 15 e dirigente sportivo francese (Lavaur, n. 1966)

## Arcivescovi cattolici(1)
- Joël Mercier, arcivescovo cattolico francese (Chaudefonds-sur-Layon, n. 1945)

## Artisti(1)
- Joël Mpah Dooh, artista camerunese (Camerun, n. 1956)

## Atleti paralimpici(1)
- Joël de Jong, atleta paralimpico olandese (Sneek, n. 2002)

## Attori(2)
- Joël Cantona, attore e ex calciatore francese (Marsiglia, n. 1967)
- Joël Flateau, attore e tastierista francese (Parigi, n. 1950)

## Calciatori(29)
- Joël Bacanamwo, calciatore belga (Bruxelles, n. 1998)
- Joël Bats, ex calciatore francese (Mont-de-Marsan, n. 1957)
- Joël Bopesu, calciatore congolese (Repubblica Democratica del Congo) (Kinshasa, n. 1995)
- Joël Corminbœuf, ex calciatore svizzero (Friburgo, n. 1964)
- Joël Damahou, ex calciatore ivoriano (Koumassi, n. 1987)
- Joël Drommel, calciatore olandese (Bussum, n. 1996)
- Joël Epalle, ex calciatore camerunese (Yaoundé, n. 1978)
- Joël Geissmann, ex calciatore svizzero (Hägglingen, n. 1993)
- Joël Thomas, calciatore francese (Caen, n. 1987)
- Joël de Oliveira Monteiro, calciatore brasiliano (Rio de Janeiro, n. 1904 - Rio de Janeiro, † 1990)
- Joël Kiassumbua, calciatore svizzero (Lucerna, n. 1992)
- Joël Kimwaki, ex calciatore congolese (Repubblica Democratica del Congo) (Kinshasa, n. 1986)
- Joël Kitenge, ex calciatore congolese (Repubblica Democratica del Congo) (Kinshasa, n. 1987)
- Joël Latibeaudiere, calciatore inglese (Doncaster, n. 2000)
- Joël Magnin, ex calciatore e allenatore di calcio svizzero (Neuchâtel, n. 1971)
- Joël Mall, calciatore svizzero (Baden, n. 1991)
- Joël Matip, ex calciatore tedesco (Bochum, n. 1991)
- Joël Monteiro, calciatore svizzero (Sion, n. 1999)
- Landry N'Guémo, calciatore camerunese (Yaoundé, n. 1985 - Obala, † 2024)
- Joël Piroe, calciatore olandese (Wijchen, n. 1999)
- Joël Schingtienne, calciatore belga (n. 2002)
- Joël Schmied, calciatore svizzero (n. 1998)
- Joël Tanter, ex calciatore francese (Vannes, n. 1951)
- Joël Tiéhi, ex calciatore ivoriano (Abidjan, n. 1964)
- Joël Tshibamba, calciatore congolese (Repubblica Democratica del Congo) (Kinshasa, n. 1988)
- Joël Veltman, calciatore olandese (Velsen, n. 1992)
- Joël Wakanumuné, calciatore francese (Nouméa, n. 1986)
- Joël Pedro, ex calciatore lussemburghese (Lussemburgo, n. 1992)
- Joël van Kaam, calciatore olandese (Delfzijl, n. 2002)

## Cestisti(1)
- Joël Ayayi, cestista francese (Bordeaux, n. 2000)

## Ciclisti su strada(3)
- Joël Hauvieux, ex ciclista su strada francese (Brette-les-Pins, n. 1949)
- Joël Pelier, ex ciclista su strada francese (Valentigney, n. 1962)
- Joël Suter, ciclista su strada svizzero (Frutigen, n. 1998)

## Cuochi(1)
- Joël Robuchon, cuoco francese (Poitiers, n. 1945 - Ginevra, † 2018)

## Dirigenti sportivi(1)
- Joël Dumé, dirigente sportivo e ex arbitro di rugby a 15 francese (Preignac, n. 1959)

## Drammaturghi(1)
- Joël Pommerat, commediografo e regista teatrale francese (Roanne, n. 1963)

## Entomologi(1)
- Joël Minet, entomologo francese (n. 1953)

## Fisici(1)
- Joël Mesot, fisico svizzero (Ginevra, n. 1964)

## Giocatori di curling(1)
- Joël Retornaz, giocatore di curling italiano (Chêne-Bougeries, n. 1983)

## Hockeisti su ghiaccio(1)
- Joël Perrault, ex hockeista su ghiaccio canadese (Montréal, n. 1983)

## Pallamanisti(1)
- Joël Abati, ex pallamanista francese (Fort-de-France, n. 1970)

## Piloti motociclistici(2)
- Joël Robert, pilota motociclistico belga (Châtelet, n. 1943 - Lodelinsart, † 2021)
- Joël Smets, pilota motociclistico belga (Mol, n. 1969)

## Politici(1)
- Joël Le Theule, politico francese (Sablé-sur-Sarthe, n. 1930 - Sablé-sur-Sarthe, † 1980)

## Rugbisti a 15(1)
- Joël Stransky, ex rugbista a 15, imprenditore e dirigente d'azienda sudafricano (Pietermaritzburg, n. 1967)

## Scacchisti(1)
- Joël Lautier, scacchista francese (Toronto, n. 1973)

## Sceneggiatori(1)
- Joël Houssin, sceneggiatore e scrittore francese (Parigi, n. 1953 - Massy, † 2022)

## Sciatori alpini(2)
- Joël Chenal, ex sciatore alpino francese (Moûtiers, n. 1973)
- Joël Gaspoz, ex sciatore alpino svizzero (Troistorrents, n. 1962)

## Scrittori(2)
- Joël Dicker, scrittore svizzero (Ginevra, n. 1985)
- Joël Egloff, scrittore e sceneggiatore francese (n. 1970)

## Senza attività specificata(1)
- Joël Bouzou, ex pentatleta francese (Figeac, n. 1955)